# علی‌بیگلو (ارومیه)
علی‌بیگلو (ارومیه)، روستایی از توابع بخش نازلو شهرستان ارومیه در استان آذربایجان غربی ایران است.

## جمعیت
این روستا در دهستان نازلو شمالی قرار دارد و براساس سرشماری مرکز آمار ایران در سال ۱۳۸۵، جمعیت آن ۹۱۳ نفر (۲۶۷ خانوار) بوده‌است. مردم این روستا از تیره علی بیگلوی ایل افشار هستند و به زبان ترکی آذربایجانی سخن می‌گویند. اهالی مسلمان شیعه هستند.